# Lantana camara

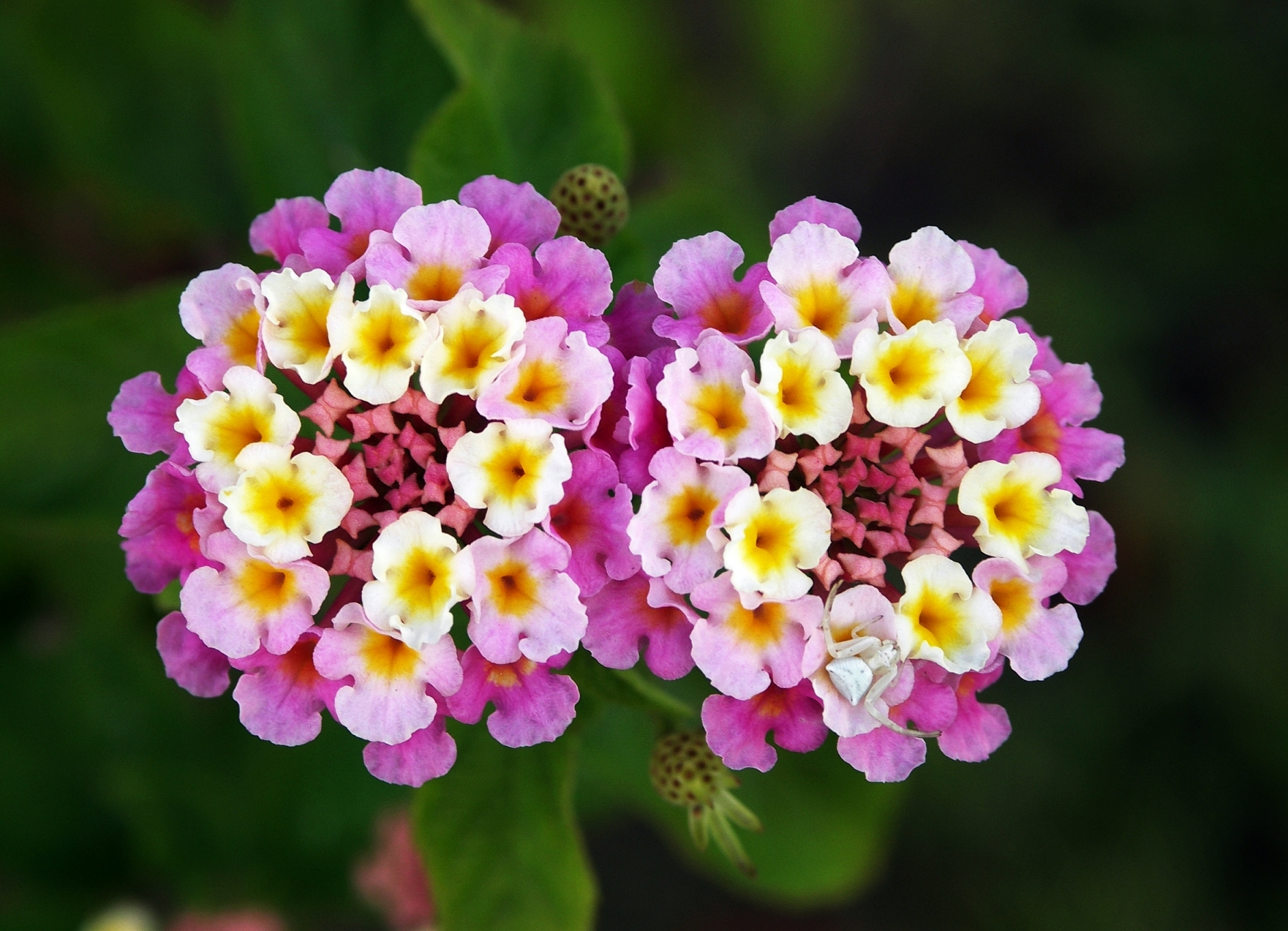
Flores de Lantana camara

A Lantana camara, conhecida popularmente como camará, cambará, camará-de-cheiro, camará-de-espinho, cambará-de-cheiro, cambará-de-chumbo, cambará-de-espinho, cambará-miúdo, cambará-verdadeiro e cambiará-vermelho, morango-da-terra, é um arbusto ornamental da família das verbenáceas. Cobre grandes áreas na América Central e do Sul, seu habitat natural.

## Etimologia
"Camará" e "cambará" procedem do termo tupi caa ("planta") mbaraá ("enfermidade") e reflete seu valor medicinal.

## Descrição
A planta apresenta folhas grossas, pilosas e aromáticas. As flores são pequenas, numerosas, tubulosas, vermelhas ou violáceas. A Lantana camara é reconhecidamente tóxica, e a ingestão de quantidades aproximadas de 40g/kg de peso animal, em dose única, pode levar ao óbito de bovinos, por exemplo.
Ela também produz frutos de cor verde acastanhadas quando não maduras apresentando um sabor adstrigente e amargo, roxadas carregada quando maduras. Estes frutos ficam em forma de cachos e são redondos com saber doce e comestíveis.

## Espécie invasora
Como espécie invasora, tem colonizado novas áreas através de dispersão de sementes por pássaros — uma vez alcance uma área, rapidamente se espalha. Ela se desenvolve tão rápido que os esforços para sua erradicação têm falhado completamente.
A planta transformou-se num sério obstáculo para a regeneração natural das espécies nativas nas regiões onde não é encontrada naturalmente.